# Холандија на Зимским олимпијским играма 2018.
Холандија учествује на Зимским олимпијским играма 2018. које се одржавају у Пјонгчанг у Јужној Кореји од 9. до 25. фебруара 2018. године. Олимпијски комитет Холандије послао је 33 квалификованих спортиста у четири спорта. 

## Освајачи медаља

### Злато
- Карлејн Ахтеректе — Брзо клизање, 3000 м
- Свен Крамер — Брзо клизање, 5000 м
- Ирен Вист — Брзо клизање, 1500 м
- Кјелд Нојс — Брзо клизање, 1500 м
- Јорин Тер Морс — Брзо клизање, 1000 м
- Есме Висер — Брзо клизање, 5000 м
- Сузане Схултинг — Брзо клизање на кратким стазама, 1000 м
- Кјелд Нојс — Брзо клизање, 1000 м

### Сребро
- Ирен Вист — Брзо клизање, 3000 м
- Шинки Кнект — Брзо клизање на кратким стазама, 1500 м
- Патрик Руст — Брзо клизање, 1500 м
- Јара ван Керкхоф — Брзо клизање на кратким стазама, 500 м
- Јорит Бергсма — Брзо клизање, 10000 м
- Марит Ленстра, Ирен Вист, Антоинете де Јонг, Лоте ван Бек — Брзо клизање, потера екипно

### Бронза
- Антоинете де Јонг — Брзо клизање, 3000 м
- Марит Ленстра — Брзо клизање, 1500 м
- Сузане Схултинг, Јара ван Керкхоф, Лара ван Ројвен, Јорин тер Морс — Брзо клизање на кратким стазама, штафета 3.000 м
- Патрик Руст, Јан Блокхојсен, Свен Крамер, Кун Вервеј — Брзо клизање, потера екипно
- Ирен Схаутен — Брзо клизање, масовни старт
- Кун Вервеј — Брзо клизање, масовни старт

## Учесници по спортовима
| Спорт                           | Мушкарци | Жене | Укупно |
| ------------------------------- | -------- | ---- | ------ |
| Брзо клизање                    | 10       | 10   | 20     |
| Брзо клизање на кратким стазама | 5        | 5    | 10     |
| Скелетон                        | 0        | 1    | 1      |
| Сноубординг                     | 1**      | 2    | 3      |
| 4 спорта                        | 16       | 17   | 33*    |

- * Јорин Тер Морс учествује у два спорта, брзом клизању и брзом клизању на кратким стазама
- ** Ник ван дер Велден је у тиму као једини сноубордер, међутим није се такмичио због повреде